# 花村恭子
花村 恭子（はなむら きょうこ、1973年1月8日 - ）は、山陽放送の元アナウンサー。
大阪府守口市出身。奈良女子大学文学部卒業後、1995年山陽放送にアナウンサーとして入社した（同期は伊藤奈美、国司憲一郎、笹岡ありさ）。

## 山陽放送時代の担当番組

### ラジオ
- テレラジオ

### テレビ
- ハマイエてれび回覧板
- 山陽TVイブニングニュース（天気予報）

| スタブアイコン | サブスタブ | この項目は、まだ閲覧者の調べものの参照としては役立たない、アナウンサーに関連した書きかけの項目です。この項目を加筆・訂正などしてくださる協力者を求めています（PJ:アナウンサー）。 |